# Viréo du Yucatan
Vireo magister
Espèce
Statut de conservation UICN

 LC  : Préoccupation mineure
Répartition géographique
Le Viréo du Yucatan (Vireo magister) est une espèce de passereaux de la famille des Vireonidae.

## Description
Le Viréo du Yucatan a la calotte et les parties supérieures grisâtres. Sa face est blanche où l'on distingue un fin trait sombre traversant l'œil. La gorge, la poitrine et le dessous sont blancs tandis que les flancs sont grisâtres.

## Habitat
Le viréo du Yucatan vit dans les mangroves et les bas buissons des forêts tropicales.

## Nidification
Il suspend, à une fourche d'arbre, son nid composé de lanières d'écorce, d'herbe fine, de fibres végétales et de toiles d'araignée.

## Reproduction
Il pond généralement entre trois et cinq œufs blancs mouchetés de taches brunes ou noires.

## Liste des sous-espèces
D'après la classification de référence (version 10.1, 2020) du Congrès ornithologique international, cette espèce est constituée des quatre sous-espèces suivantes (ordre phylogénique) :
- Vireo magister magister (Baird, SF, 1871)
- Vireo magister decoloratus (Phillips, AR, 1991)
- Vireo magister stilesi (Phillips, AR, 1991)
- Vireo magister caymanensis Cory, 1887 — Grand Cayman

## Classification
Le nom valide complet (avec auteur) de ce taxon est Vireo magister (S.F.Baird, 1871). 
L'espèce a été initialement classée dans le genre Vireosylvia sous le protonyme Vireosylvia magister S.F.Baird, 1871.
Ce taxon porte en français le nom vernaculaire ou normalisé suivant : Viréo du Yucatan.